# Saint-Damase-de-L'Islet
Saint-Damase-de-L'Islet es un municipio canadiense situado en la provincia de Quebec.

## Superficie
Saint-Damase-de-L'Islet tiene una superficie de 247,64 km².

## Demografía
En 2021, tenía 563 habitantes, una densidad poblacional de 2,3 hab./km², y 321 viviendas.